# Rieko Matsuura
Rieko Matsuura (en japonés: 松浦 理英子, Matsuyama, 7 de agosto de 1958) es una escritora japonesa.
Estudió literatura francesa en la Universidad Aoyama Gakuin y ganó el Premio Bungakukai y el Premio Yomiuri en 2008. 